# Stretto di Irbe
Lo stretto di Irbe (in estone Kura kurk, in lettone Irbes jūras šaurums; in livone Sūr mer) costituisce lo sbocco principale del Golfo di Riga nel Mar Baltico. Separa la Lettonia dalle isole estoni.

## Geografia
Si estende dal capo di Sõrve, all'estremità meridionale della penisola di Sõrve, sull'isola di Saaremaa (Estonia), fino alla penisola curlandese, all'altezza del fiume Irbe, in Lettonia. Questi due punti distano tra di loro 27 km. Solitamente, con maggior precisione, si tende ad identificare capo Kolka come estremità lettone dello stretto.
La profondità media è tra i 10 e i 20 metri. Parallelamente alla costa lettone, il fondale è stato artificialmente ribassato di 23 metri, affinché nascesse un canale attraverso il quale potessero transitare grandi navi.
Lo stretto di Irbe è un punto interessante dal punto di vista ornitologico perché frequentemente sorvolato da uccelli migratori.

## Storia
Durante la prima e la seconda guerra mondiale, lo stretto divenne luogo di battaglie navali nell'area: la prima ebbe luogo l'8 agosto 1915 e vide la corazzata russa Slava scontrarsi con la tedesche SMS Nassau e la SMS Posen. La seconda ebbe luogo il 6 luglio 1941. Il cacciatorpediniere sovietico Serdity, supportato dalla Silny sparò 115 proiettili da 130 mm di calibro durante la battaglia contro la nave di supporto tedesca Minenräumschiff-11 (ex Osnabrück) e i dragamine impegnati a rimuovere mine. A causa di un ufficiale di artiglieria inesperto che dirigeva le operazioni di attacco della Serdity, incapace di distinguere i proiettili della Silny da quelli della sua stessa nave, tutti i proiettili mancarono il bersaglio.
Il 4 maggio 2008, la nave da crociera Mona Lisa si incagliò su un banco di sabbia all'altezza dello stretto di Irbe in acque territoriali lettoni.